# Bettina Schuler

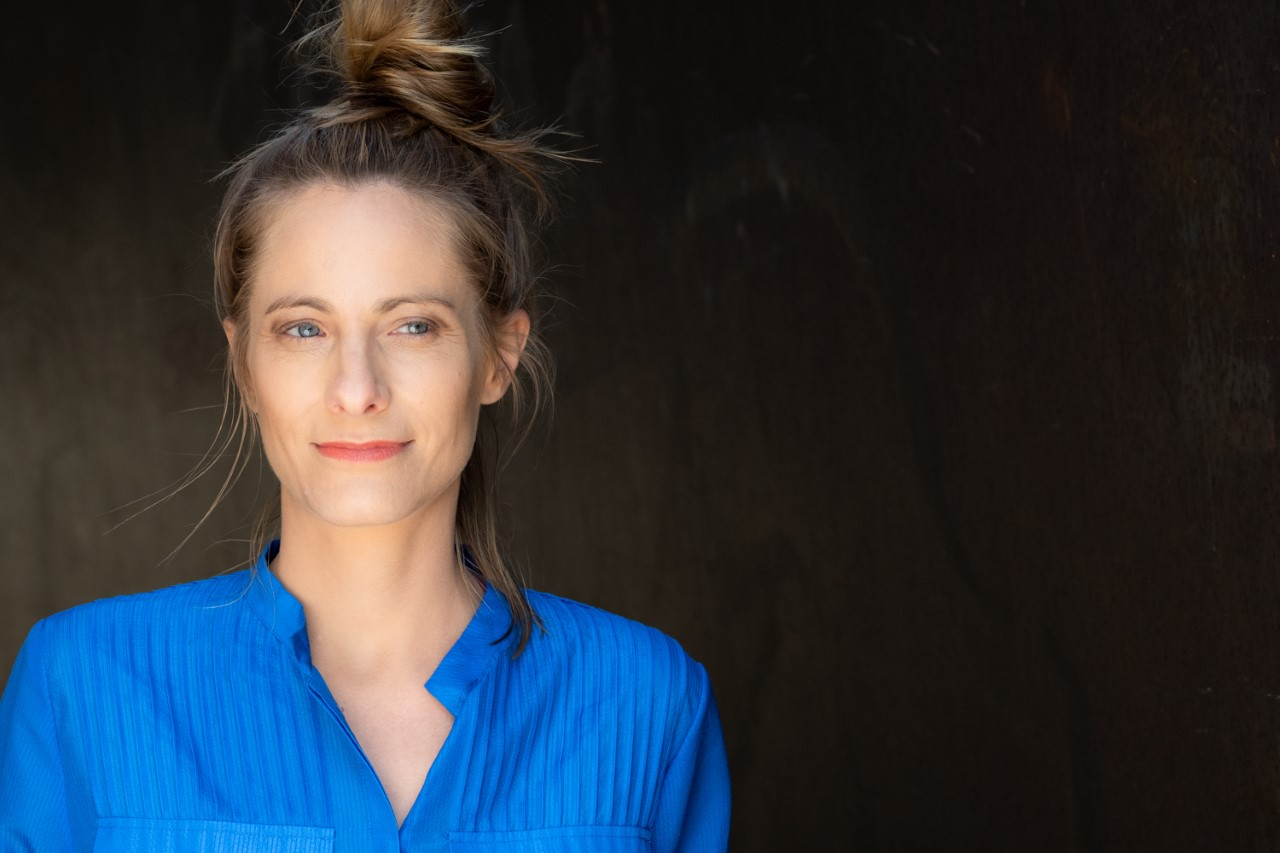
Bettina Schuler

Bettina Schuler (* 1975 in Bochum) ist eine deutsche Buchautorin von Sach- und Ratgeberliteratur.

## Leben
Bettina Schuler hat Theater-, Film und Fernsehwissenschaften, Geschichte und Germanistik an der Universität zu Köln und der Universität Paris IV (Paris-Sorbonne) studiert. Danach absolvierte sie ein Studium der Kulturkritik an der Hochschule für Fernsehen und Film München.
Bettina Schuler arbeitet seit 2002 als Journalistin (u. a. für Spex, Frankfurter Rundschau, taz, Krautreporter) und Buchautorin.
Sie tritt als Expertin für Yoga, Film und Fernsehen und Anthroposophie auf. Mindestens eine Arbeit zu Waldorfschulen ist umstritten. Ihr wird vorgeworfen tendenziös zu arbeiten und Inhalte ungenau wiederzugeben.
2016 gründete sie die gemeinnützige Organisation Citizen2be, die sich für mentale Gesundheit von geflüchteten Frauen, Kinder und Jugendlichen engagiert. Bettina Schuler erhielt 2020 den Pankower Ehrenamtspreis. Das Land Berlin zeichnete sie 2024 für ihr Engagement mit dem Blauen Bär aus. 2025 wurde ihr das Bundesverdienstkreuz am Bande verliehen.

## Werke
- Schlachtfeld Elternabend. Der unzensierte Frontbericht von Lehrern und Eltern. Eden Books, 2014, ISBN 978-3-944296-70-8
- 111 Gründe, Yoga zu lieben, Schwarzkopf&Schwarzkopf, 2014, ISBN 978-3-86265-404-8
- Karl, das Kind ist weg! Wenn Eltern verkacken. Eden Books, 2015, ISBN 978-3-95910-005-2
- Berlin-Mitte: Porträt eines Bezirks. Gmeiner Verlag, 2015, ISBN 978-3-8392-1791-7
- Norahib Bikom heißt Willkommen. Von einem ehrenamtlichen Yogakurs, einer syrischen Flüchtlingsfamilie und mir. Eine Freundschaftsgeschichte. Eden Books, 2016, ISBN 978-3-95910-048-9
- Think The Yogaway. Mit Yoga unser Glück finden und nebenbei die Welt retten. Ullstein, 2020, ISBN 978-3-7934-2414-7
- Das Weltretter-ABC, clevere Tipps für dein wunderbar nachhaltiges Leben Münchner Verlagsgruppe, 2022, ISBN 9783747404065